# Pigmento de laca

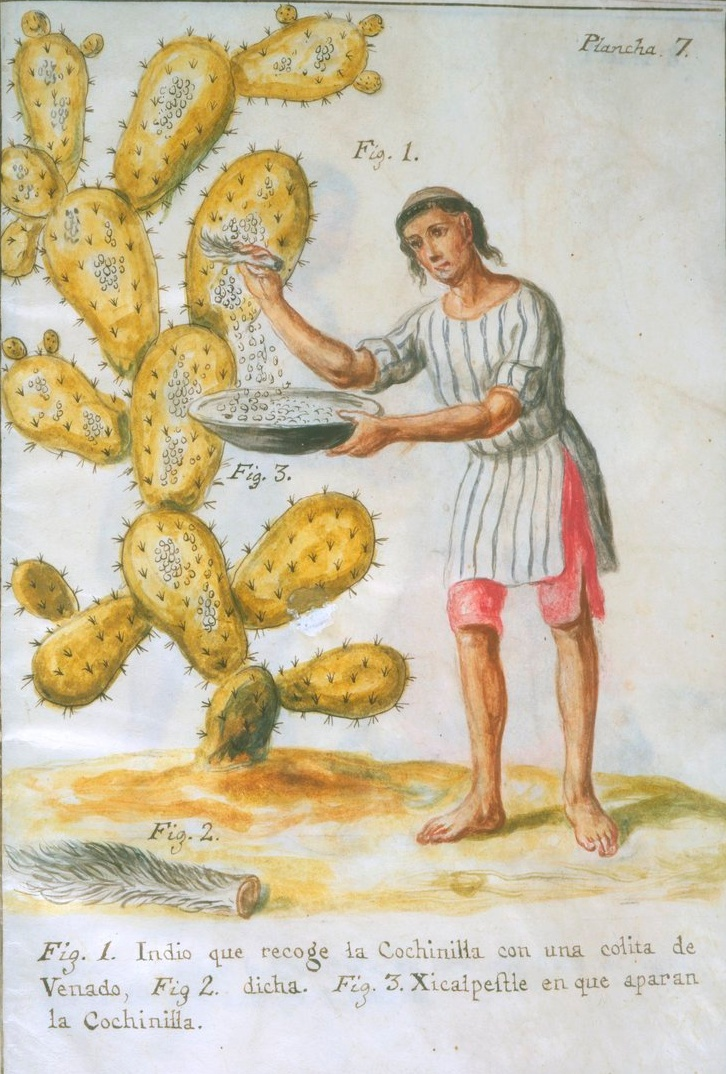
Recolección de la cochinilla de un nopal, utilizando una cola de venado. De la cochinilla se extrae el pigmento de laca denominado carmesí.

Los pigmentos de laca se producen al precipitar un tinte orgánico con un aglutinante inerte, o «mordiente», generalmente una sal metálica. A diferencia del bermellón, del azul ultramar y de otros colorantes obtenidos de minerales molidos, los pigmentos lacados son orgánicos. Fabricantes y proveedores de artistas e industria con frecuencia omiten la designación de laca en el nombre. Muchos de estos pigmentos son fugaces, porque los tintes involucrados no son resistentes a la luz. Los rojos de laca fueron particularmente importantes en las pinturas renacentistas y barrocas; y a menudo se usaban como esmaltes translúcidos para representar los colores de telas y ricos cortinajes.

## Etimología
El término «laca» se deriva del término lac, que designa las secreciones del insecto comedor de madera indio Laccifer lacca (anteriormente conocido como Coccus lacca). Proviene originalmente de la palabra hindú lakh, a través de la palabra árabe lakk y la palabra persa lak.

## Química

Un pigmento típico de laca es la lithol-rubina BK

Muchos pigmentos de laca son colorantes azoicos. Característicamente tienen sustituyentes sulfonato y a veces carboxilato, que confieren carga negativa al cromóforo (sustancia colorante).
Las sales metálicas o aglutinantes utilizados son por lo general totalmente o casi incoloros. El componente orgánico del tinte determina el color del precipitado resultante. En la antigüedad, la creta, la arcilla blanca y los huesos triturados se usaban como fuentes de sales de calcio. Hoy en día, las sales metálicas son típicamente de cromo o cobalto, y el pigmento de laca resultante se diluye con materiales inertes como la alúmina.

## Historia y arte

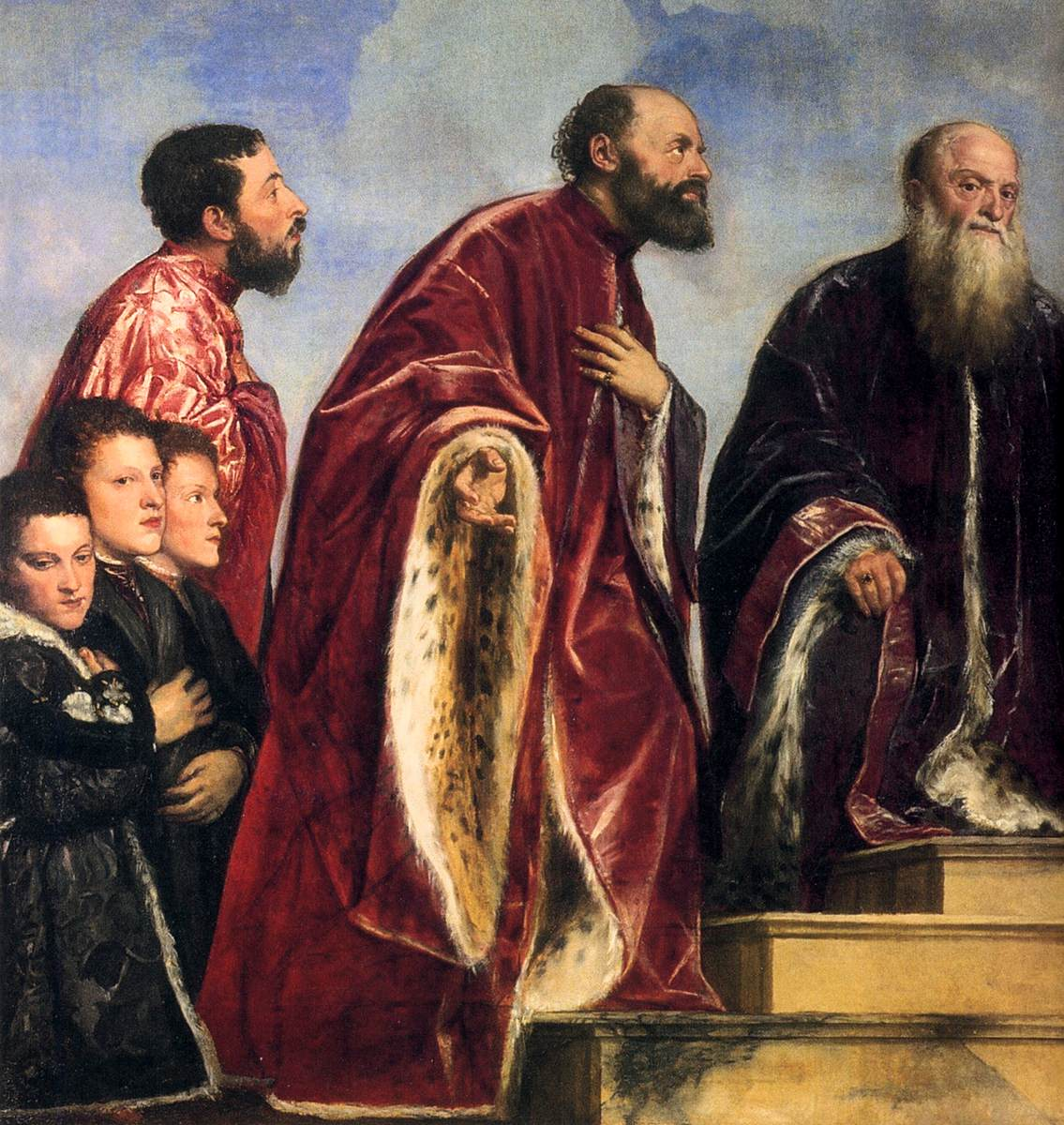
Tiziano utilizaba esmaltes rojos lacados para crear el color carmesí intenso de los ropajes de La familia Vendramin venerando una reliquia de la Vera Cruz, c. 1550-1560 (detalle).

Los pigmentos de laca tienen una larga historia en decoración y artes. Algunos han sido producidos durante miles de años y comercializados a largas distancias.
Las lacas rojas fueron particularmente importantes en la historia del arte por su carácter translúcido. A menudo se usaban en capas sobre un rojo más opaco (a veces el pigmento a base de mineral bermellón, o también una laca roja mezclada con plomo blanco o bermellón) para crear un color rojo intenso y rico. Son comunes en las pinturas de artistas venecianos del siglo XVI, incluido Tiziano, para representar cortinajes y telas finas.
- El colorante azul para teñir telas se produjo originalmente a partir de las hojas de la hierba pastel, y era conocido en el antiguo Egipto. A finales de la Edad Media, la gran demanda de productos textiles de color azul provocó la sobreplantación y el agotamiento del suelo en muchas partes de Europa. Después de que las rutas comerciales se abrieran hacia el este, el índigo se importó de la India como un sustituto del tinte anterior, cuyo cultivo se volvió antieconómico en Europa. Hoy en día, el tinte azul oscuro conocido como índigo, es en gran parte de origen sintético. El tinte y el pigmento son poco persistentes.[6]
- La laca rosa de rubia, obtenida de la raíz de la planta denominada rubia, también se conoce como alizarina carmesí en su forma sintética. Dado que se deteriora cuando se expone a la luz, su uso ha sido reemplazado en gran medida, incluso en forma sintética, por los pigmentos de quinacridona.
- El carmín, también llamado laca carmesí, se produjo originalmente a partir del insecto cochinilla, nativo de América Central y del Sur. Cuando los españoles conquistaron el imperio azteca (1518-1521), se encontraron con los guerreros aztecas vestidos con ropas de un color carmesí desconocido en Europa. La cochinilla se convirtió en la segunda exportación más valiosa del Nuevo Mundo, después de la plata, y los españoles guardaron celosamente el secreto de su producción durante siglos.[7] El ácido carmínico, el compuesto orgánico que le da color al carmín, se sintetizó en 1991.[8]

El índigo y el rosa de rubia ahora se producen de manera más barata a partir de fuentes sintéticas, aunque persiste el uso de productos naturales, especialmente entre los artesanos. Las industrias de alimentos y cosméticos han mostrado un renovado interés en la cochinilla como fuente de colorante rojo natural.
La hoja de bungambillia produce tonos amarillentos.